# زرخرید
زرخرید یک فیلم سینمایی به کارگردانی و نویسندگی رضا صفایی محصول سال ۱۳۵۷ است.

## بازیگران
- منوچهر وثوق
- جوانه جلیلوند
- بهروز شاهین فر
- منوچهر والی‌زاده
- علی میری
- رعنا صفوی
- محمود لطفی
- علی‌اکبر طوفان‌پناه
- ملیحه نصیری
- جواد گلپایگانی
- پروانه نیکورزم
- محمود عندلیب
- کریم قاجار
- رضا غیاثی
- محمود
- نازیلا
- الهیاری
- منصور فرزام
- شادی آفرین
- اسداله یکتا